# Johann Friedrich von Klemm
Johann Friedrich Klemm, ab 1846 von Klemm, (* 14. November 1793 in Brenz (Oberamt Heidenheim); † 16. April 1858 in Esslingen am Neckar) war ein deutscher Politiker und Oberamtmann.

## Leben und Werk
Johann Friedrich Klemm erlernte bei seinem Vater Christoph Heinrich von Klemm, der Stabsamtmann und später Hofkameralverwalter war, die Schreiberei. In verschiedenen Stadt- und Amtskanzleien wurde er anschließend als Schreiber eingesetzt. 1813 bis 1816 war er Stadtsubstitut und Aktuar beim Oberamtsgericht Neckarsulm. 1814 legte er die Substitutenprüfung ab. 1816 und 1817 arbeitete er beim Zivilaktuariat der Stadtdirektion Stuttgart. Während dieser Zeit besuchte er Vorlesungen von Hofrat Hasler, um sich im Bereich des deutschen Privatrechts weiterzubilden. 1818 legte er die Verwaltungs-Dienstprüfung ab. Von 1820 bis 1822 war er als Amtsaktuar und Revisor bei der Stadtdirektion Stuttgart tätig. Im Juni 1822 wurde er Oberamtmann beim Oberamt Tettnang. Seit November 1835 war er Oberamtmann beim Oberamt Ellwangen, ab Oktober 1845 bis zu seinem Tod schließlich Oberamtmann beim Oberamt Esslingen.

## Politik
Im Jahr 1844 wurde er für den Wahlkreis Tettnang in den württembergischen Landtag gewählt und übte dieses Mandat bis 1848 aus.

## Ehrungen
1846 wurde Johann Friedrich Klemm mit dem Ritterkreuz des Ordens der württembergischen Krone ausgezeichnet, welches mit dem persönlichen Adelstitel (Nobilitierung) verbunden war. Die Stadt Tettnang ehrte ihn 1835 mit der Verleihung des Ehrenbürgerrechts.